# Ralph Bishop
Ralph English Bishop (Brooklyn, 1º ottobre 1915 – Santa Clara, 1º ottobre 1974) è stato un cestista e allenatore di pallacanestro statunitense, professionista nella NBL.

## Carriera
Ha vinto la medaglia d'oro con la nazionale di pallacanestro degli Stati Uniti alle Olimpiadi di Berlino 1936, giocando tre partite.
Bishop giocò anche nella National Basketball League con la maglia dei Denver Nuggets, ottenendo una media di 1,8 punti a partita nel 1948-49.

## Palmarès
- Torneo Olimpico: 1
Stati Uniti: 1936